# Риза-йи-Аббаси
Риза-йи-Аббаси́ (перс. رضا عباسی‎ — Reza-ye Abbasi; род. ок. 1565 г. — ум. 1635 г.) — персидский художник.

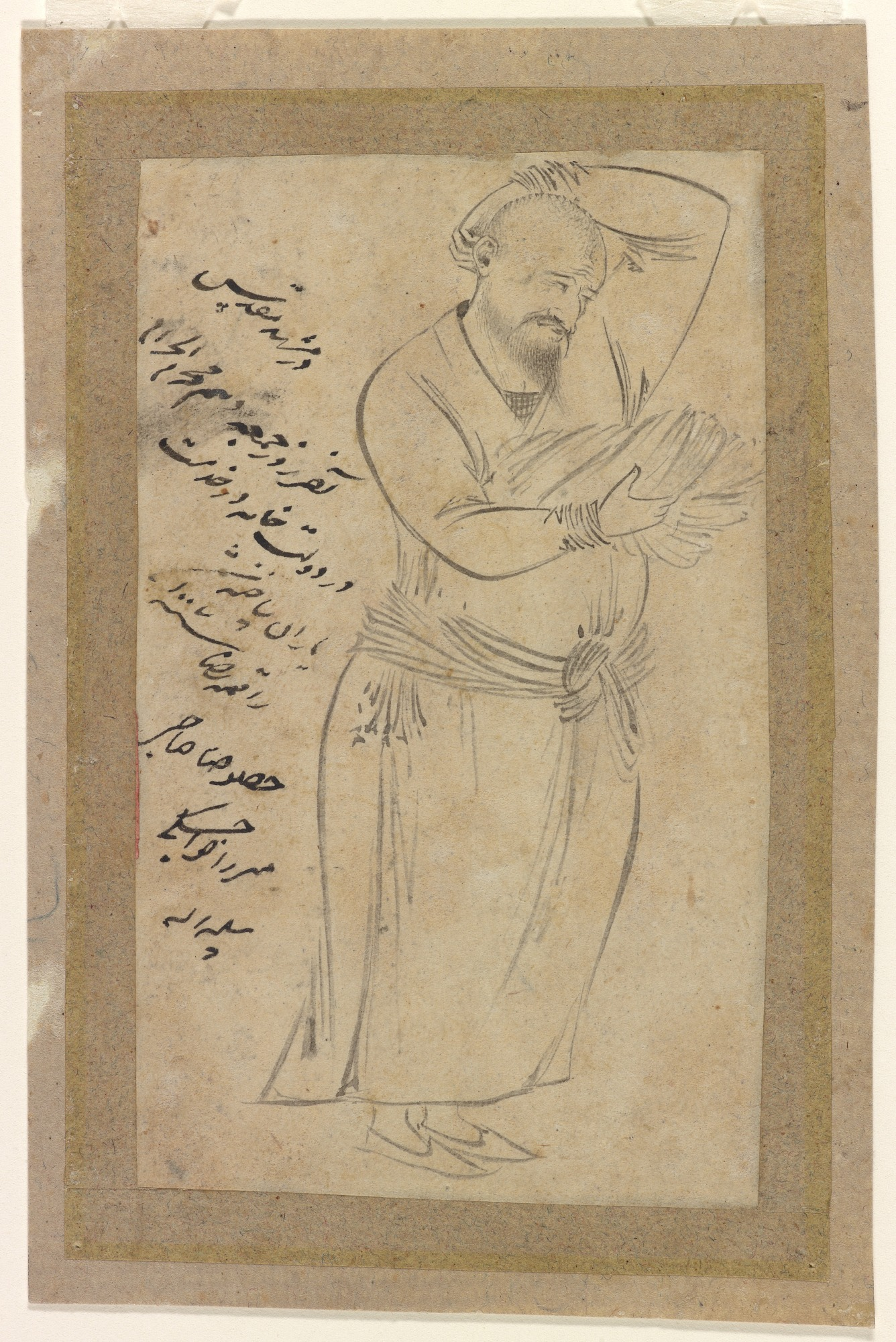
Риза. Пилигрим из Мешхеда. 1598 г. Вашингтон, Галерея Фрир.

## Биография
Риза родился в семье художника Али Асгара, работавшего при дворе шаха Исмаила II, однако точная дата его рождения неизвестна. Приблизительно в 1587 году Риза-йи-Аббаси был приглашен в художественную мастерскую шаха Аббаса I (правил в 1587—1629 гг.). Смена настоящего имени художника — Ага Риза на Риза Аббас, которое он принял в честь своего повелителя, вызвало в среде специалистов предположение, что это два разных мастера. И не только потому, что изменилось имя, но и потому, что его творчество за долгую жизнь претерпевало существенные перемены. В его рисунках первой половины 1590-х годов видно влияние художника Шейх Мухаммада, а в середине 1590-х годов он вырабатывает более динамичный и выразительный стиль.
Для усиления динамичности Риза стал использовать линии разной толщины, что было новым в персидском искусстве рисования (хотя некоторые ученые приписывают это нововведение Садик Беку). Подобные особенности характерны для произведений Ризы-йи-Аббаси 1580—1590-х годов, среди которых есть несколько работ на отдельных листах, и четыре иллюстрации в книге «Шахнаме», которая создавалась по случаю вступления шаха Аббаса на трон, но не была закончена. Молодой художник не только показал великолепное мастерство в передаче фактуры тканей и меха, движения и индивидуальных особенностей, позировавших ему людей, но внес в репертуар персидской живописи новые темы, такие как полулежащая обнаженная женщина, и медитирующие шейхи. Рисунки Ризы 1590-х годов вызвали среди персидских художников волну подражания, что, впрочем, происходило практически во все периоды его творчества.

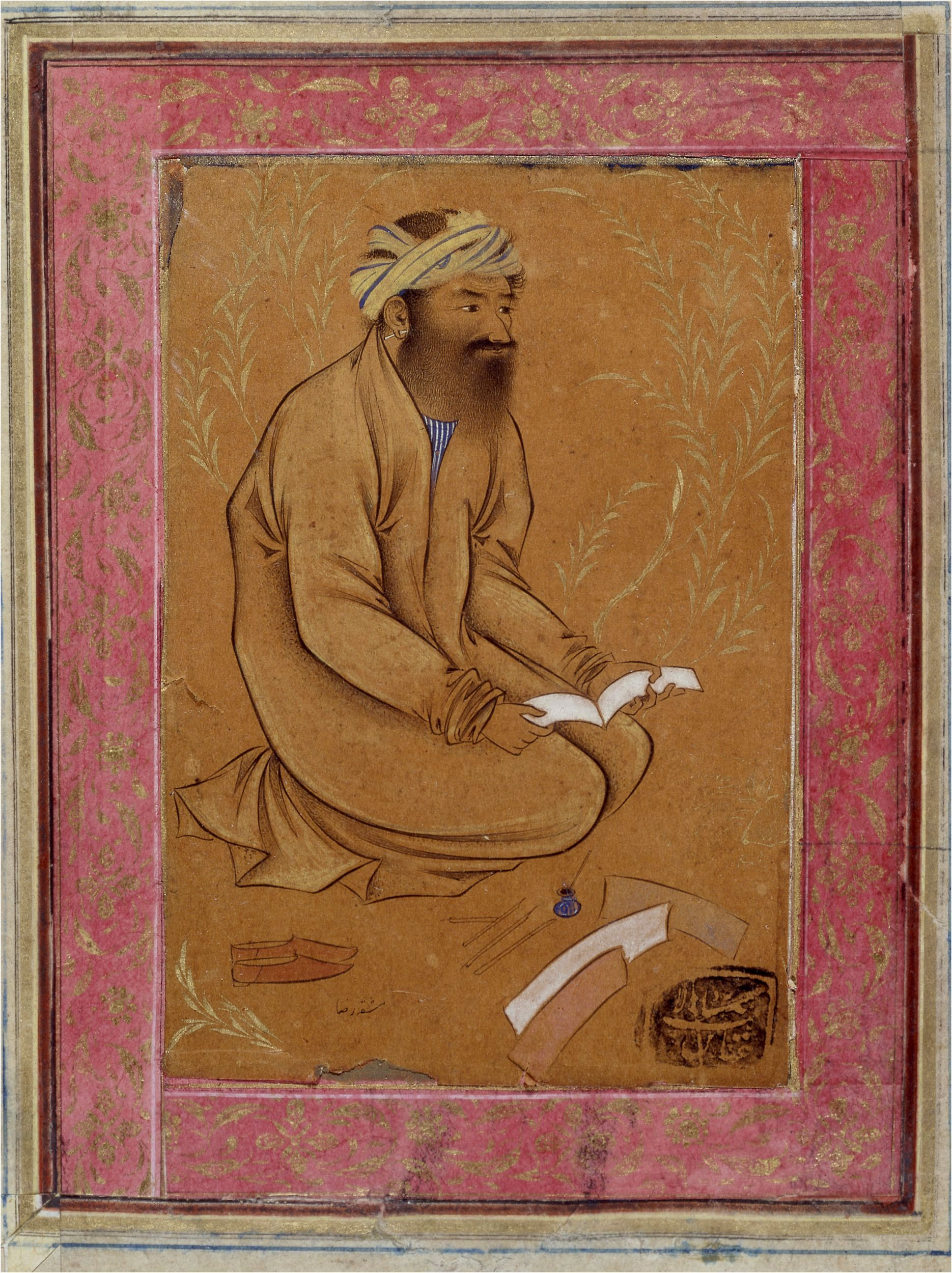
Риза. Каллиграф. ок. 1600 г. Лондон, Британский музей.

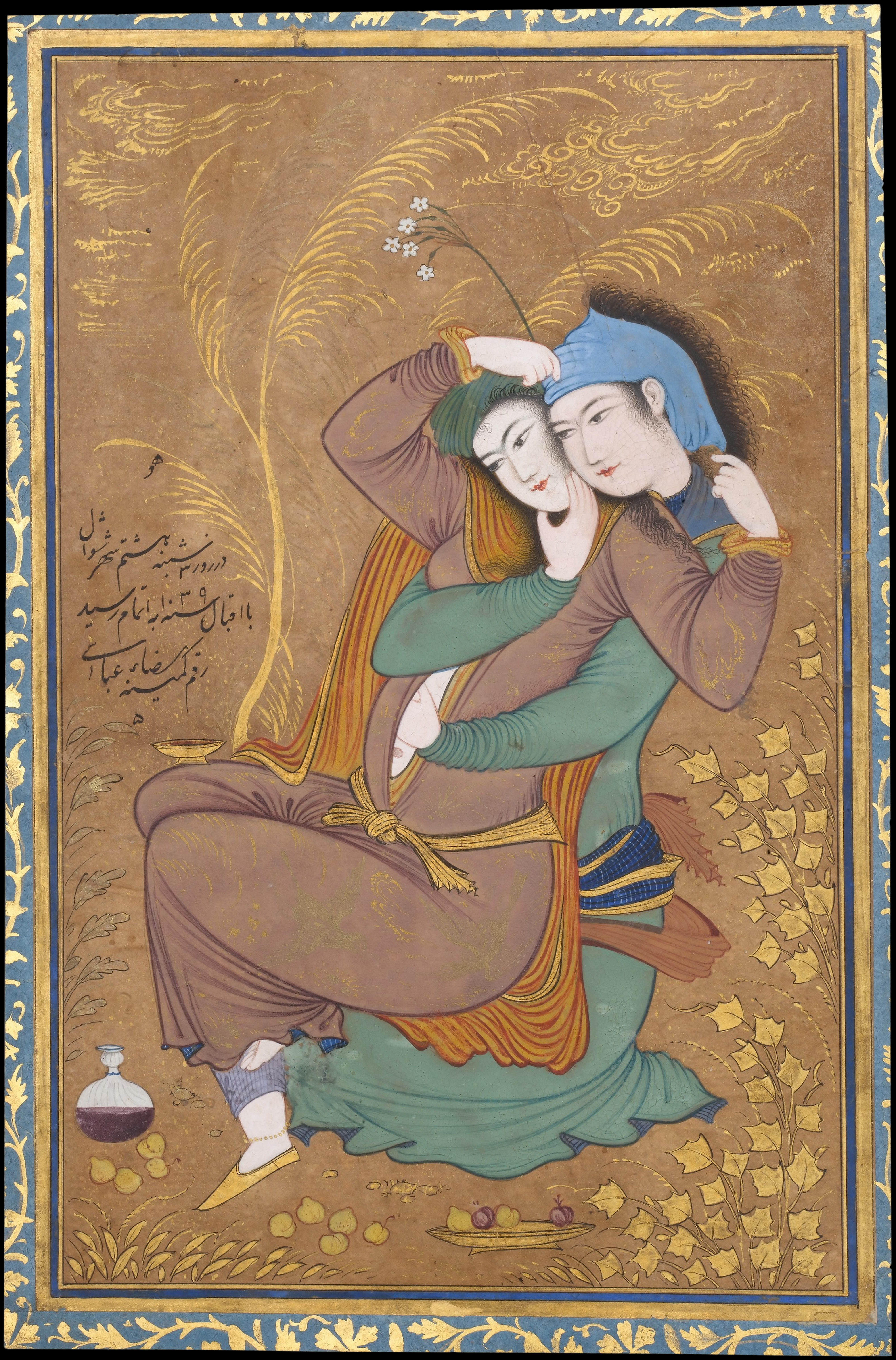
Риза. Влюбленные. 1630. Нью-Йорк, музей Метрополитен.

К началу 1600-х годов, когда столицей Персии стал город Исфахан, стиль Ризы достиг зрелости, и отчасти утратил свою спонтанность. И хотя он по-прежнему портретировал придворных, самыми проникновенными произведениями в этот период были портреты простых людей, вроде «Портрета каллиграфа» из Британского музея. К 1600-м годам Риза отказался от рваной, «каллиграфической» линии рисунка, линия портрета всё чаще становится замкнутой. Около 1603 года Риза принял титул «Аббаси», который добавил к своему имени. Однако вскоре после этого он покинул придворную жизнь, забросил работы в шахской китабхане (мастерской), и стал общаться с разной публикой из низших социальных слоев, такой, например, как уличные борцы. Замечательная серия рисунков людей, страдающих среди дикой природы, датируется именно этим периодом (1603—1610 годы), и вероятно отражает смятенное состояние души художника, а также неприятие замкнутой жизни шахского двора.
Через некоторое время, возможно, из-за нехватки средств, Риза возвращается в шахскую мастерскую. Его искусство в этот период становится более тяжеловесным, в нем нет той легкости и динамики, которая была характерна для 1590-х годов. Изменилась палитра художника, а место яснооких и стройных юношей в его произведениях заняли неповоротливые широкобедрые, с тяжелыми подбородками фигуры. Несмотря на то, что Риза в первой половине XVII века занимался книжной миниатюрой, основное число его произведений представляют собой портреты, выполненные на отдельных листах.
В 1620-х годах Риза-йи-Аббаси, отдавая дань своему великому предшественнику Кемаледдину Бехзаду, создает несколько произведений по мотивам его рисунков.

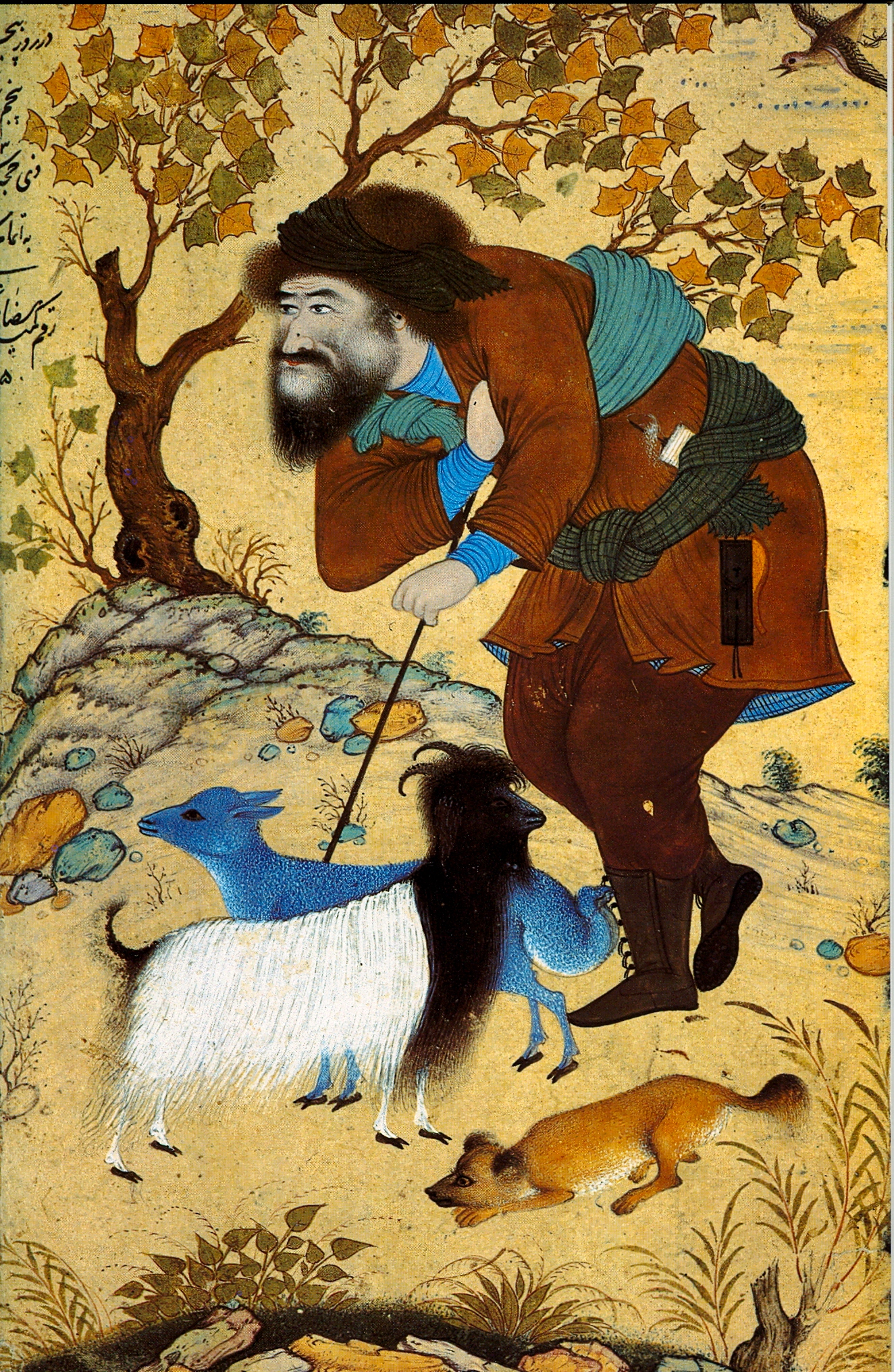
Риза. Пастух. 1634 г. Санкт Петербург, ГПБ.

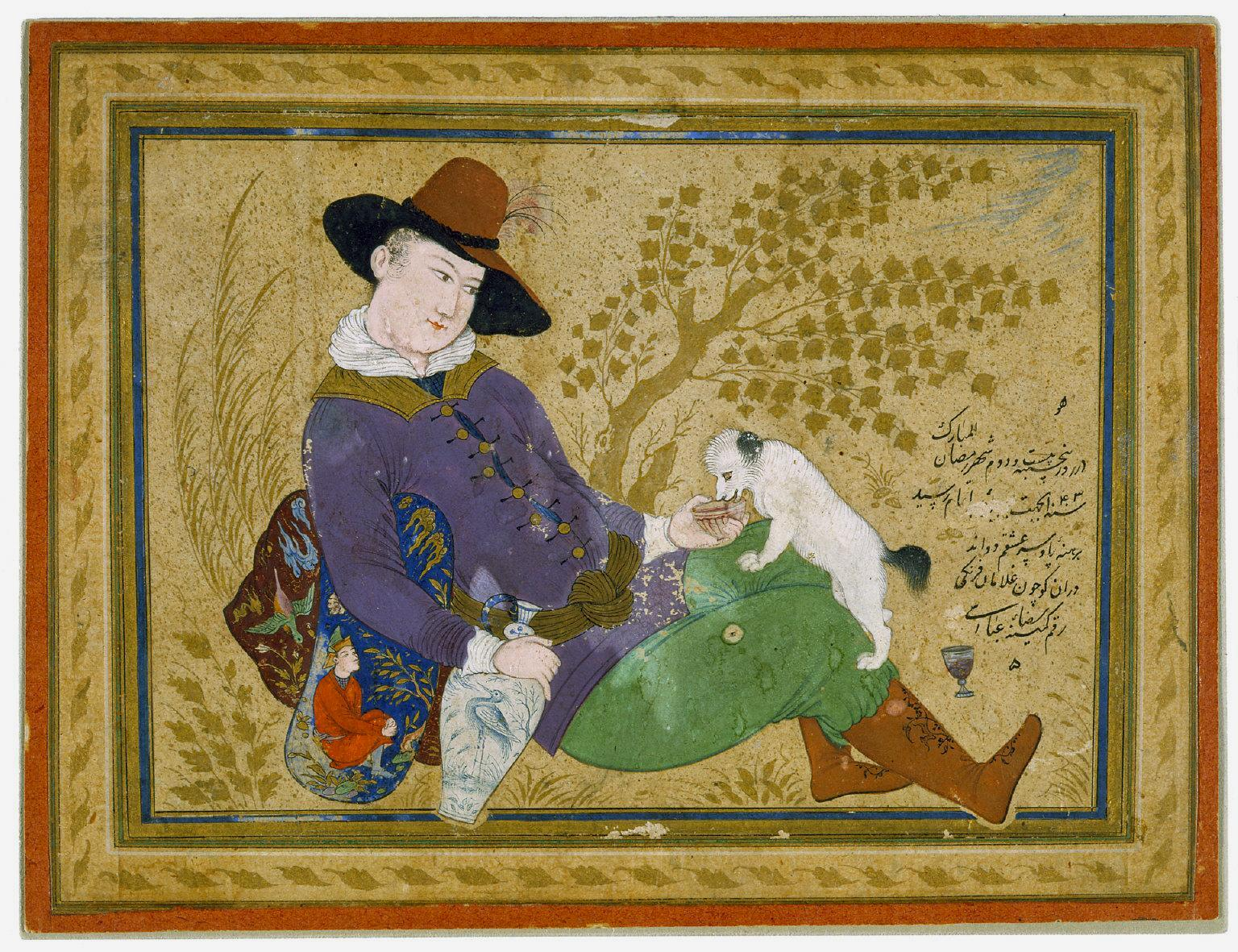
Риза-йи-Аббаси. Молодой португалец, поящий собаку вином. 1634 г. Детройт, Институт Искусств.

Риза пережил своего владыку — шаха Аббаса I, умершего в 1629 году. За исключением миниатюр в книге «Хамсе» Низами, которые по большей части были созданы его учениками, позднее творчество художника состоит из разнообразных портретов, выполненных на отдельных листах. Эти поздние портреты, написанные с 1630 по 1635 — год смерти художника, демонстрируют его неувядающий интерес к характерам и новым темам, например, изображению женщины в объятьях возлюбленного, или европейца, поящего собаку вином. В 1620 годах струйка европейских визитеров к исфаханскому двору постепенно перерастала в большой поток, знакомя иранцев с европейскими художественными стилями, одеждой и манерами. И хотя Риза никогда не пользовался европейскими художественными приемами, вроде светотени или перспективы, похоже, что его забавляли вид и повадки иностранцев. Однако для некоторых художников — последователей искусства Ризы, европейское искусство оказалось неотразимым, а введение его элементов полностью изменило развитие персидской живописи.
У Ризы-йи-Аббаси был сын Мухаммад Шафи Аббаси, который тоже стал художником. Исследователи предполагают, что после смерти отца он завершил некоторые из его неоконченных работ.
Кроме того, у Ризы было множество последователей. И при жизни, и после его смерти вплоть до конца XVII века, и даже далее, художники Ирана копировали его произведения, либо создавали вариации на их темы. Риза-йи-Аббаси был крупнейшим персидским художником XVII века.

## Пиршество на лоне природы. Диптих из Эрмитажа

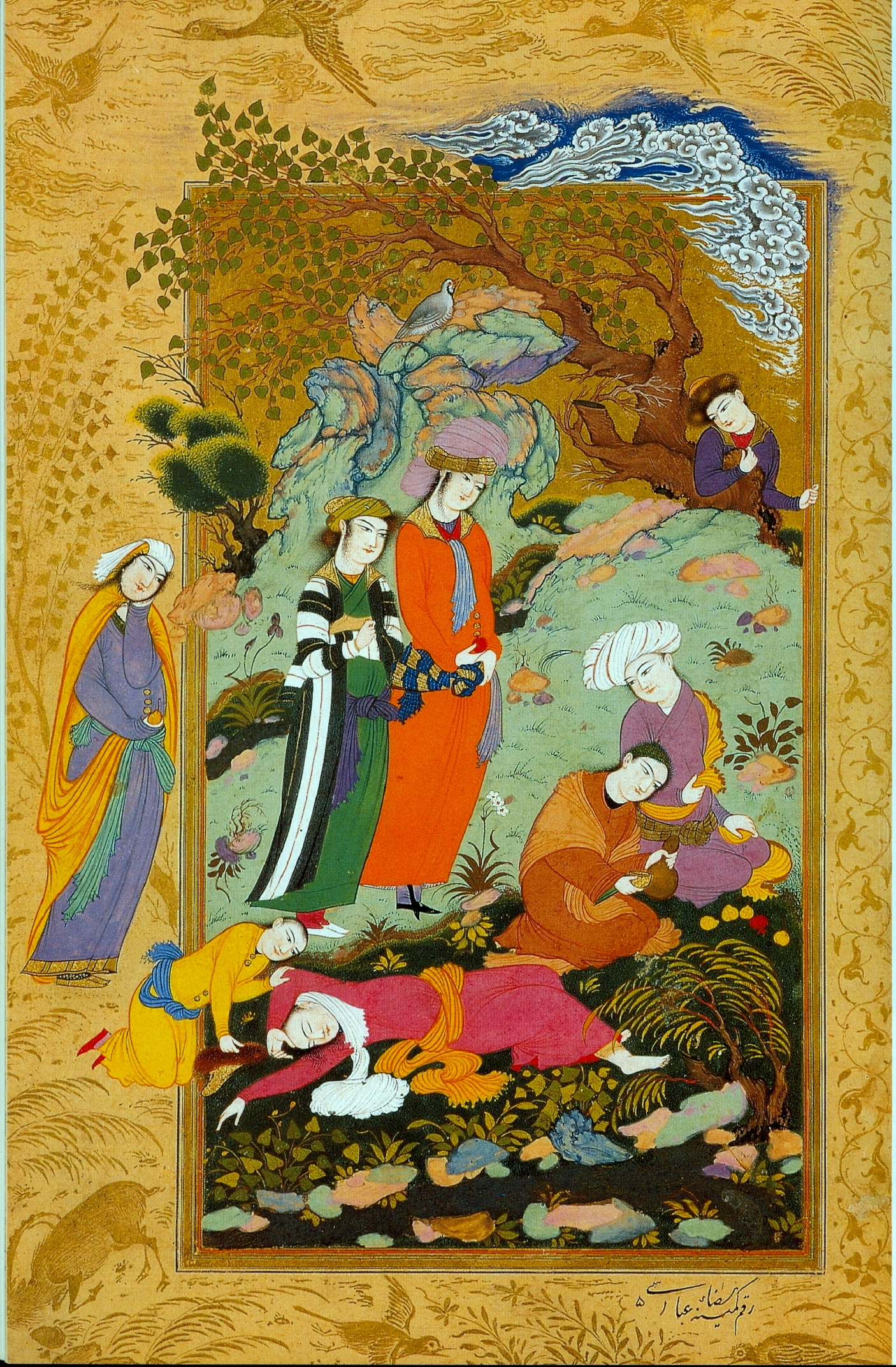
Риза. Пиршество на лоне природы. 1612. Эрмитаж, Санкт Петербург.

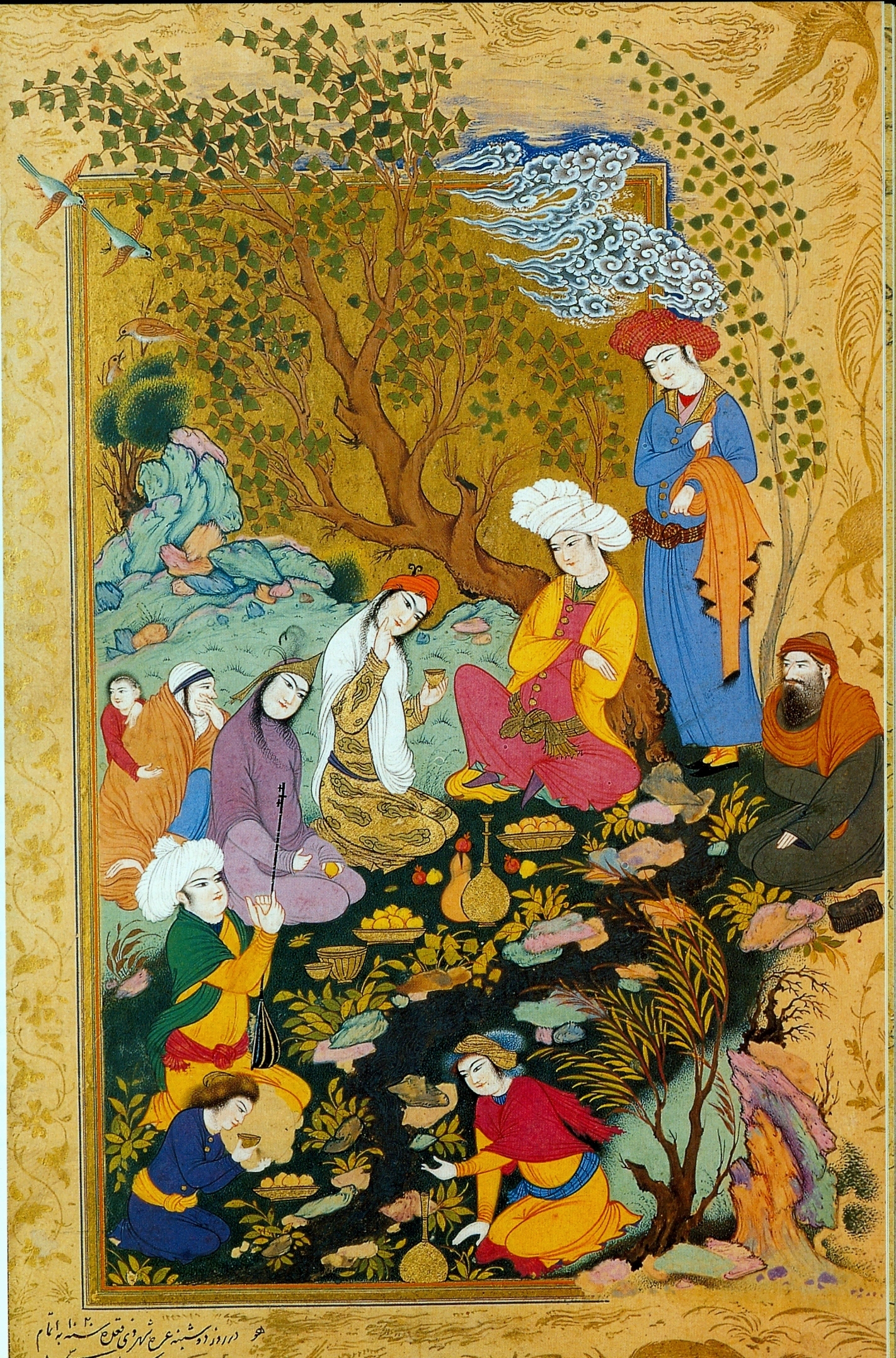
Пиршество на лоне природы. 1612. Эрмитаж, Санкт Петербург.

Два великолепных листа с изображением пирушки на природе датированы 1612 годом. Риза-йи-Аббаси на каждом оставил свою подпись. На правой части «Он (Бог)! Закончено в понедельник 1 зу-л-ка’да 1020 года. Работа смиренного Ризы-йи-Аббаси» (дата по мусульманскому летоисчислению). На левой части — «Работа смиренного Ризы-йи-Аббаси». Многофигурная композиция развернута на двух смежных листах, — царственный юноша в окружении своей свиты пирует на лоне природы. По сюжету и общему решению она соответствует традиции установившейся для развернутых книжных фронтисписов, которыми открывались самые роскошные рукописи XV—XVII веков. Разноцветные, как будто драгоценные, камни, тщательно выписанные растения, изнеженность поз, текучесть линии рисунка, великолепные краски, в этом диптихе есть всё, что характерно для лучших образцов персидской живописи в целом, и для блестящего искусства Ризы-йи-Аббаси в частности.

## Приложение
Личный секретарь шаха Аббаса I, историк Искандер Мунши (1561—1634), написал труд под названием «Мирукрашающая Аббасова история» (Тарих-и аламара-йи Аббаси), в котором целую главу посвятил современным ему художникам. Поскольку Искандер Мунши знал мастеров шахской китабхане лично, его наблюдения очень ценны для понимания характера художников. В частности, бунтарский, независимый дух Ризы-йи-Аббаси он описывает следующим образом:
«…. Ака-Риза, чрезвычайно преуспев в искусстве живописи, изображения отдельных персон и рисования портретов, стал [настоящим] чудом своего времени. В сию пору и эпоху он — бесспорный авторитет. Несмотря на [такую] тонкость кисти, он из-за недостатка своей интеллигентности постоянно занимался атлетическими упражнениями и мерился силою в борьбе, и получал от этого удовлетворение. Устранившись от общения с людьми интеллигентными, он водил дружбу с простыми людьми. В настоящее время он, в общем-то, отказался от того пустого времяпровождения, но вместе с тем меньше [чем необходимо] уделяет внимание делу. Подобно Садик Беку, он также раздражителен, неуживчив и необщителен. Воистину, в его природе живет независимость. На службе у шаха Аббаса он сделался предметом милостей, и добился полного уважения и внимания. Однако он не был приближен из-за [своих] дурных привычек, и постоянно он [был] беден и неустроен…»
Цит. по книге: Акимушкин О. Ф. Средневековый Иран. Культура, история, филология. СПб. 2004.